# Governador Luiz Rocha
Governador Luiz Rocha est une municipalité brésilienne située dans l'État du Maranhão.